# ポンテ (ベネヴェント県)
ポンテ（イタリア語: Ponte）は、イタリア共和国カンパニア州ベネヴェント県にある、人口約2,600人の基礎自治体（コムーネ）。

## 地理

### 位置・広がり
ベネヴェント県のコムーネ。県都ベネヴェントから北西へ12kmの距離にある。

#### 隣接コムーネ
隣接するコムーネは以下の通り。
- カザルドゥーニ
- フラニェート・モンフォルテ
- パウピージ
- サン・ロレンツォ・マッジョーレ
- サン・ルーポ
- トッレクーゾ

## 行政

### 分離集落
ポンテには、以下の分離集落（フラツィオーネ）がある。
- Monte, Canale, Puglia, Staglio, Piana, Ferrarisi, Colli